# Ludwig Watzal
Ludwig Watzal (* 1950) ist ein deutscher Politikwissenschaftler und Journalist.

## Leben
Nach der Lehre als Großhandelskaufmann legte er das Abitur am Theodor-Litt-Kolleg in Kassel ab. Er studierte Politische Wissenschaften an der Freien Universität in Berlin (Dipl. Pol.), Internationale Beziehungen an der University of Pennsylvania in Philadelphia (M. A.), Philosophie an der Hochschule für Philosophie S. J. in München (M. A.) und katholische Theologie in Würzburg.
Watzal war wissenschaftlicher Mitarbeiter für Politikwissenschaft und Internationale Beziehungen an der Universität der Bundeswehr München, wo er auch zum Dr. phil. promoviert wurde.
Er arbeitete von 2000 bis 2006 als Lehrbeauftragter an der Rheinischen Friedrich-Wilhelms-Universität in Bonn.
Watzal war von 1986 bis 2016 Mitarbeiter der Bundeszentrale für politische Bildung (BPB).
1986–2008 war er Redakteur der Zeitschrift "Aus Politik und Zeitgeschichte", der Beilage zur Wochenzeitung Das Parlament, die bis 2000 von der Bundeszentrale für politische Bildung und seit 2001 vom Deutschen Bundestag herausgegeben wird.
Er arbeitet als Redakteur und Journalist und kommentiert für Radio- und Fernsehstationen das Geschehen im Nahen Osten, die Außenpolitik der USA, die Europäische Integration und die Entwicklungspolitik.

### Themengebiete
Ludwig Watzal gilt nach Einschätzung von Johannes Kuppe als Kenner der Nahost-Politik und hat seit den 1990er Jahren einige Bücher zum Nahostkonflikt veröffentlicht, neben Büchern zur Entwicklungspolitik und zu entsprechenden theoretischen Auseinandersetzungen. Zu seinen wichtigsten Nahostbüchern gehört ein zentrales Buch über die Lage der Menschenrechte der Palästinenser unter israelischer Besatzung,  sowie zwei weitere Bücher über den Friedensprozess (1998 und 2001, letzteres in zweiter Auflage 2002). Das Buch aus dem Jahre 1998 erschien 1999 unter dem Titel „Peace Enemies“ bei Passia in Jerusalem. Dazu kommen bis heute zahlreiche Zeitschriften- und Buchbeiträge sowie Zeitungsartikel und Buchbesprechungen zu weiteren internationalen, europäischen und deutschen politischen Fragen, d. h. zu Menschenrechten, zur europäischen Integration und zur deutschen und amerikanischen Außenpolitik.

## Antisemitismusvorwürfe
Watzal wurden wiederholt antisemitische Tendenzen vorgeworfen. So veröffentlichte er Beiträge in linksradikalen Zeitschriften wie Campo Antiimperialista, auf deren Internetseite er Israel als „wildgewordene Kolonialmacht“ bezeichnete und die Ursache für palästinensischen Terrorismus allein in der „brutalen israelischen Okkupation“ ausmachte. Sowohl der Generalsekretär des Zentralrats der Juden in Deutschland, Stephan Kramer, wie auch andere Vertreter jüdischer Organisationen forderten daher im Jahr 2008 bei Bundesinnenminister Wolfgang Schäuble seine Entlassung als Mitarbeiter der BPB. Deren Sprecher Raul Gersson erklärte, Watzal sei es wegen seiner einseitigen Sichtweise bereits seit 2005 nicht mehr erlaubt, Themen zu bearbeiten, die sich mit dem israelisch-palästinensischen Konflikt befassen. Ihm wurde zudem untersagt, bei privaten publizistischen Aktivitäten zu erwähnen, dass er für die BPB arbeitet, und er darf die Zentrale nicht mehr bei Israelreisen vertreten.
Watzal wies die Vorwürfe des Antisemitismus zurück und erklärte, er äußere sich lediglich kritisch über die „Besatzungspolitik Israels, die Menschenrechtsverletzungen gegenüber den Palästinensern und die Verstöße Israels gegen das Völkerrecht“.
Am 25. Mai 2011 kritisierte Watzal in einem Weblog-Kommentar das Niveau einer am gleichen Tag im Deutschen Bundestag abgehaltenen Aktuellen Stunde über „Aktuelle sozialwissenschaftliche Untersuchungen zu möglichen antisemitischen und israelfeindlichen Positionen und Verhaltensweisen in der Partei Die Linke“. Der in diesem Kommentar genannte Abgeordnete Hans-Peter Uhl beschwerte sich bei Innenminister Hans-Peter Friedrich und forderte Watzals Entlassung. Im Juli 2011 kündigte die BPB den seit April 2010 bestehenden Telearbeitsplatz von Watzal und begründete dies auch mit der Vorgeschichte seiner israelkritischen Äußerungen. Diese Kündigung wurde am 12. Januar 2012 vom Arbeitsgericht Bonn für unwirksam erklärt, da die private Meinungsäußerung keinen Grund für eine Kündigung darstelle.

## Bücher (Auswahl)
- Ethik – Kultur – Entwicklung. Zur Entwicklungskonzeption Albert Schweitzers. Muster-Schmidt, Göttingen und Zürich 1985, ISBN 3-7881-1741-9.
- Die Entwicklungspolitik der katholischen Kirche in der Bundesrepublik Deutschland. In: Reihe Entwicklung und Frieden / Wissenschaftliche Reihe. Band 36. Grünewald und Kaiser, Mainz und München 1985, ISBN 3-7867-1175-5 (Zugl.: München, Hochsch. d. Bundeswehr, Diss., 1983).
- Bundeszentrale für Politische Bildung. Red.: Ludwig Watzal (Hrsg.): Menschenrechte. Dokumente und Deklarationen. Bundeszentrale für Politische Bildung, Bonn 1991, ISBN 3-89331-100-9 (Weitere aktualisierte und erweiterte Auflagen: 1995, 1999, 2004).
- Grundwissen Politik. In: Bundeszentrale für Politische Bildung: Schriftenreihe. Studien zur Geschichte und Politik. Band 302. Bundeszentrale für Politische Bildung, Bonn 1991, ISBN 3-89331-111-4 (Völlig überarbeitete und aktualisierte Auflage: 1993).
- Frieden ohne Gerechtigkeit? Israel und die Menschenrechte der Palästinenser. Böhlau, Köln, Weimar, Wien 1994, ISBN 3-412-02694-8 (watzal.com [PDF; abgerufen am 23. November 2012] Mit einem Vorwort von Arnold Hottinger).
- Friedensfeinde. Der Konflikt zwischen Israel und Palästina in Geschichte und Gegenwart. 1. Auflage. Aufbau-Taschenbuch-Verlag, Berlin 1998, ISBN 3-7466-8031-X.
- Feinde des Friedens. Der endlose Konflikt zwischen Israel und den Palästinensern. Aufbau-Taschenbuch-Verlag, Berlin 2001, ISBN 3-7466-8071-9 (watzal.com [PDF; abgerufen am 23. November 2012]).